# Hadeland og Lands prosteri

Prosterier i Hamars stift. Det ljusgula området på kartan är Hadeland og Lands prosteri.

Hadeland og Lands prosteri (norska: Hadeland og Land prosti) är ett kontrakt (prosteri, norska: prosti) i Hamars stift inom Norska kyrkan. Kontraktet omfattar kommunerna Gran, Nordre Land och Søndre Land i Innlandet fylke samt Lunners kommun i Akershus fylke i sydöstra Norge.
Namnet syftar på att kontraktet omfattar kommuner i landskapen Hadeland och Land.

## Socknar
Hadeland og Lands prosteri består av 13 socknar (norska: sokn eller sogn) inom fyra kyrkliga samfälligheter (norska: kirkelige fellesråd), motsvarande kommunerna:

### Grans kyrkliga samfällighet
- Bjoneroa socken
- Brandbu socken
- Gran/Tingelstads socken
- Moen/Åls socken

### Lunners kyrkliga samfällighet
- Grua/Harestua socken
- Lunners socken

### Nordre Lands kyrkliga samfällighet
- Lunde socken
- Nordsinni socken
- Torpa socken
- Østsinni socken

### Søndre Lands kyrkliga samfällighet
- Flubergs socken
- Skute socken
- Søndre Lands socken